# Certificate of Proficiency in English
CPE (Certificate of Proficiency in English) — Экзамен по английскому языку, разработанный и проводящийся подразделением Кембриджского Университета ESOL (English for Speakers of Other Languages). Старейший из кембриджских языковых экзаменов. Впервые был представлен в 1913 году. Сертификат соответствует уровню C2 Шкалы Совета Европы и является экзаменом, подтверждающим наивысший уровень владения английским языком. Срок действия сертификата неограничен.

## Формат и содержание экзамена
Экзамен состоит из 5 частей — Reading, Writing, Use of English, Listening, Speaking. К столетию экзамена в 2013 году Cambridge ESOL планирует пересмотреть формат экзамена.

### Reading
Содержит 4 задания. Общее количество вопросов — 40. На выполнение этой части отводится полтора часа

#### Задание 1
Представляет собой три текста с 6 пропусками в каждом, которые необходимо заполнить, выбрав правильный вариант ответа. Каждый правильный ответ оценивается 1 баллом. Задание родственно 1 заданию части Use Of English экзамена CAE.

#### Задание 2
Представляет собой 4 текста, к каждому из которых поставлено по два вопроса с выбором ответа из 4 вариантов. Каждый правильный ответ оценивается 2 баллами

#### Задание 3
Представляет собой текст, разбитый на параграфы. 7 параграфов пропущено. Экзаменуемому предлагаются эти параграфы в неправильном порядке. Задача — заполнить пропуски в правильном порядке. Один параграф является лишним. За каждый правильный ответ (всего их 6) выставляется 2 балла

#### Задание 4
Представляет собой текст и 7 поставленных к нему вопросов с выбором ответа из 4 вариантов. Каждый правильный ответ оценивается 2 баллами

### Writing
Содержит два задания, на выполнение которых отводится 2 часа.

#### Задание 1
Экзаменуемому предлагается небольшой фрагмент текста (письма, вырезки из газеты, рекламы и.т.п), содержащий до 100 слов. Используя данную информацию требуется написать статью, письмо, отчет или проект-предложение. Письменный ответ должен содержать 300—350 слов.

#### Задание 2
Необходимо выполнить одно задание из 4 на выбор. Задания могут требовать написание статьи, конкурсного проекта (competitional letter), обзора, отчета, проекта-предложения, эссе, информационного листка.
Одно из заданий (номер 5) базируется на основе одной из трёх книг, предложенной к прочтению экзаменуемым. Задание имеет варианты a, b,c — необходимо выбрать один из них (каждый из вариантов базируется на одной из трёх книг). Список книг публикуется на официальном сайте экзамена в начале года и остается неизменным в течение всего года. Задание может представлять собой статью, обзор или эссе.

### Use Of English
Часть, в которой проверяется владение английской грамматикой. Содержит 5 заданий. На выполнение отводится полтора часа

#### Задание 1
Представляет собой текст с 15 пропусками. Необходимо заполнить каждый пропуск одним словом. Варианты ответа не предлагаются. Каждый правильный ответ оценивается 1 баллом.

#### Задание 2
Представляет собой текст с 10 пропусками. К каждому пропуску предложено слово, которое необходимо как-то изменить (формой, временем, наклонением, сделать другое слово на основе данного и пр), чтобы заполнить пропуск. Каждый правильный ответ оценивается 1 баллом.

#### Задание 3
Представляет собой 6 вопросов. В каждом имеются 3 предложения с 1 пропущенным словом. Во всех трёх пропущенное слово — омоним (одинаковое по написанию, но разное по значению). Каждый правильный ответ оценивается 2 баллами.

#### Задание 4
Представляет собой 8 вопросов. В вопросе предлагаются два предложения, одинаковых по смыслу. Во втором предложении пропущена часть слов. Предлагается также одно слово. Необходимо используя от 3 до 8 слов, включая данное и не изменяя его, заполнить пропуск так, чтобы второе предложение стало бы одинаковым по смыслу с первым. Правильный ответ может быть оценен 1 или 2 баллами в зависимости от полноты и степени правильности.

#### Задание 5
«Изложение» (summary). Представляет собой два текста с двумя вопросами со свободным ответом к каждому, а также вопрос, на который необходимо ответить, написав краткое изложение текстов (объёмом не 50-70 слов).

### Listening
Содержит 4 задания. Занимает около 40 минут. Все задания проигрываются дважды.

#### Задание 1
4 коротких записи, к каждой из которых предлагается по два вопроса с выбором правильного ответа из 3 вариантов. Правильный ответ оценивается одним баллом.

#### Задание 2
Кандидату предлагается текст с 9 пропусками. Предлагается заполнить пропуски, прослушав 3-4 минутный монолог. Правильный ответ оценивается одним баллом.

#### Задание 3
Диалог, длящийся 3-4 минуты, после которого предлагается 5 вопросов с выбором правильного ответа из 4 вариантов. Каждый правильный ответ оценивается 1 баллом.

#### Задание 4
Диалог, длящийся 2-3 минуты, в котором говорящие спорят, меняют точки зрения и пр. Предлагается 6 утверждений, к каждому из которых необходимо отметить — кто из участников (или оба) высказал данное мнение. Каждый правильный ответ оценивается 1 баллом.

### Speaking
Содержит 3 задания. Задания выполняются парой кандидатов. Если остается нечетное число кандидатов, то могут быть сформированы тройки. Время, которое занимает часть — 19 минут. Если задания выполняются тройкой кандидатов, то время пропорционально увеличивается. Эта часть оценивается двумя экзаменаторами, один из которых ведёт беседу, другой — выставляет оценки по критериям.

#### Задание 1
Кандидаты отвечают на вопросы экзаменатора, рассказывают о себе, отвечают на общие вопросы. На это задание отводится 3 минуты.

#### Задание 2
Кандидату предъявляется одна или более картинок. Вначале кандидат должен ответить на заданный вопрос, затем оба кандидата должны ответить на вопрос, придя к какому-то мнению по поводу материала. (занимает 4 минуты)

#### Задание 3
Экзаменатор предъявляет карточку с фотографией и несколькими предлагаемыми идеями, о которых кандидату предстоит говорить в течение 2 минут. После окончания 2 минут экзаменатор просит второго кандидата сделать комментарий о сказанном. Затем экзаменатор дает задание обоим участникам на основе материала (4 минуты). После чего участники меняются местами. В сумме часть занимает 12 минут.

## Оценивание работ
Каждая из частей имеет своё количество баллов за задания, но в итоге все баллы приводятся к 40 по формуле:
(Баллы, набранные кандидатом × 40) ÷ максимально возможное число баллов.

### Соотношение баллов и итоговой оценки
Каждая из частей оценивается отдельно, но все части дают по 20 % в общую оценку. Даже если одна часть сдана плохо, кандидат имеет шансы сдать весь экзамен в целом и получить сертификат.
Кандидат, набравший от 60 до 74 %, получает оценку C (pass).
Кандидат, набравший от 75 до 79 %, получает оценку B.
Кандидат, набравший от 80 % и более, получает оценку А.
Кандидат, набравший меньше 60%, но в пределах шкалы предыдущего уровня, получает сертификат С1. Кандидат, не набравший достаточно баллов для уровня С1, не получает сертификата вовсе. 

## Признание сертификата
Сертификат признается многими работодателями и рядом университетов в Великобритании. Кроме того, сертификат признается Британской пограничной службой (UKBA), как удостоверяющий достаточное знание английского языка при подаче документов на иммиграционую визу TIer 1 (до закрытия программы).

## Центры тестирования
До 2007 года в России за приём экзаменов отвечал Британский совет, однако после закрытия учебного центра Британского Совета в России были аккредитованы ряд известных языковых школ.